# Ottjörg A.C.
Ottjörg A.C., eigentlich Ottjörg Andreas Claus (* 18. September 1958 in Heidelberg) ist ein deutscher Künstler. Graphik, In Situ, Inszenierung, Plastik. Authentizität und Globalisierung sind Begriffe, mit denen er sich auseinandersetzt.

## Leben

### Kindheit im Neckar-Odenwald
Claus’ Vater war ein evangelischer Pfarrer und seine Mutter war eine Krankenschwester. Aufgewachsen ist Ottjörg Claus zusammen mit einem Bruder und zwei Schwestern in der kleinen Gemeinde Mundingen im Rheintal zwischen Kaiserstuhl und Schwarzwald. In seinem 11. Lebensjahr zog die Familie zurück in die Nähe von Heidelberg, in die 60 Kilometer entfernte Stadt Mosbach, im Neckar-Odenwald.
Auf einer Reise nach Frankreich lernte er den Surrealismus kennen. Claus nahm privaten Zeichenunterricht bei dem englischen Künstler Denis Russel. Er war es, der sein Talent erkannte und ihn förderte.

### Leben und Arbeiten in West-Berlin
Nach seinem Abitur Ende der siebziger Jahre absolvierte er eine Tischlerlehre in einer Schreinerei in Mosbach. Zweieinhalb Jahre später verließ er Baden-Württemberg und ging nach West-Berlin – als Teil in der Hausbesetzerszene folgte die Besetzung und Legalisierung der Bülowstraße 52. Claus studierte Philosophie und Journalismus an der Freien Universität.
Claus arbeitete in einer der damals führenden Berliner Tischlereien bei Max Lehnert. 1984 bis 1986 baute er eine Holzwerkstatt für arbeitslose Jugendliche in der Berliner Gropiusstadt auf.

### Schüler von Alfred Hrdlicka
1986 wurde Claus an der Universität der Künste als Maler in die Grundklasse aufgenommen. In diesem Jahr übernahm Alfred Hrdlicka die Professur für Bildhauerei an der Universität der Künste, in dessen Klasse er studierte.
Alfred Hrdlicka schrieb Empfehlungsschreiben für seine Projekte, engagierte sich bei einer Galerie und kauft einige seiner Arbeiten während einer Einzelausstellung seines Schülers in Wien. Hrdlicka ermöglichte auch persönliche Begegnungen und Gespräche mit bedeutenden Zeitgenossen. Claus traf im Atelier von Hrdlicka unter anderem Stefan Heym, Heiner Müller, Erich Fried und Wolfgang Hildesheimer.

### Chinesische Kunst
Insbesondere China prägte ihn und seine Arbeit. 1982 besuchte er das Land zum ersten Mal. Er beschäftigte sich in den Achtzigern und Neunzigern mit der chinesischen Kunstgeschichte und Tuschemalerei, entwickelte Projekte und unterrichtete an der Zentralakademie in Peking an der Guangzhou Akademie und an der Beijing normal University in Zhuhai. In Peking stellte er 1989 erstmals in der Galerie der Zentral Akademie aus – Tusche Zeichnungen. Andere Ausstellungen folgten: Im Chinese Art Archive and Warehouse von Ai WeiWei kuratiert und im Hans van Dyke Archive.
Claus studierte auch an der Berliner und Wiener Universität für angewandte Kunst sowie am Repin Institut der Akademie Leningrad. 1991 stellte er Steinlithographien im Salon der Akademie in Leningrad aus. 1993 erwarb Claus den Titel „Meisterschüler“ an der Universität der Künste in Berlin.

## Wichtigste Einzelarbeiten

### Graphik und Druck
- Betoner Barock
- Existentmale
- Deskxistence
- Existiermale
- Protelics
- Tragende Säulen

### Spiele zum Kunstbetrieb
- Merkartifix: Monopoly für Künstler und Käufer
- Epofakt: einen Abend in der Carambolage des Kunstbetriebes

### Projekt:Existentmale
Zwischen 1995 und 2001 druckte Claus verkratzte, gescratchte Scheiben von U-Bahnen und Straßenbahnen die überwiegend Taggs im Zusammenhang mit HippHopp aufweisen in verschiedener Metropolen – unter anderem in Amsterdam, Berlin, Budapest, Paris, Zürich, Mailand, New York und Sao Paulo.

### Projekt:Deskxistence
Zwischen 2007 und 2012 besuchte Claus 48 Schulen auf fünf Kontinenten – unter anderem in Berlin, Beirut, Beijing, Istanbul, New York, Sao Paulo, Sarajevo und Ramallah. Es entstanden über 600 Direktdrucke von Schultischen in ihren originalen Formen und Größen.

## Ausstellungen, Aktionen und Performances
- 2013/14: Gemeinschaftsausstellung im Kunstraum Dreieich: “Peanuts of Joy”, Nanjing
- 2012: Einzelausstellung im Alten Schlachthaus, Kunstverein: “Amazonien können wir?”
- 2011: Gastprofessor des chinesischen Künstlerverbandes, Symposium über Malerei der Gegenwart, Zhuhai
- 2010: Einzelausstellung, Gu Yuan Museum, China
- 2009: Künstlerresidence, Stadt Berlin; Gemeinschaftsausstellung, Lower East Side Print Shop, New York, USA; Akademie der Künste, Thessaloniki, Griechenland
- 2008: Aufführung von Epofakt in Kooperation mit dem Goethe-Institut, Art Forum Berlin
- 2007: Einzelausstellungen Deskxistence Alphabet Road, Goethe-Institut Jerusalem und Deutsch-Französisches Kulturzentrum in Ramallah[1]; Einzelausstellung Existenzmale, Zhongshan Museum of fine Arts und Deutsches Generalkonsulat in Canton
- 2006: Oberflächenexistenzen, Guandong Museum of fine Arts, Canton, China; Künstlerresidenz in Kooperation mit DNA Galerie und IFA, 9. Havanna Biennale; Gemeinschaftsausstellung Totalstadt Beijing Case, ZKM, Karlsruhe; 3. Printing Biennale, Tetovo, Mazedonien
- 2005: Einzelausstellung Existentmale, Goethe-Institut Shanghai und He Shan Gallery, Shanghai, China
- 2004: Einzelausstellung Existiermale und Deskxistence, Museu de Arte Leopoldo Gotuzo, Pelotas, Brasilien
- 2003: Einzelausstellung „Scratched Signs worldwide?“, DNA - Die Neue Aktionsgalerie, Berlin
- 2001: Epofakt: Staging Germany, Akademie der Künste, Berlin; Aufführung von Epofakt in Kooperation mit dem Goethe-Institut, Art Forum Berlin; Einzelausstellung Existentmale, Gerhard-Marcks-Haus, Bremen; Existentmale – Projekt: „Art instead of freedom“, Galerie Ars Nova, Berlin
- 2000: Existentmale: „Scratched windows getting stamps“, Kulturbrauerei, Berlin
- 1999: Werkschau „Wings and Windows“, Chinese Art Archives and Warehouse, Peking, China
- 2008: „Wurmend Mahl, Mein Mehlwurm hätte das auch gekonnt“, Galerie Ars nova, Berlin
- 1997: Fachliches Fächern, Gallery Unwahr im Apparat, Berlin; Avoyeurible word space, Kassel-Berlin
- 1995: Betoner Barock, Stadtpark, Wien, Österreich
- 1992: Gallery Naviculus Artis, St. Petersburg, Russland
- 1991: Salon, Akademie der Künste, St. Petersburg, Russland
- 1989: Künstlerverband, Harbin Manchuria China; Akademie der Künste, Peking, China

## Sammlungen
Albertina, Wien, Österreich
Centro Wilfredo Lam, Kuba
Gerhard Marcks Haus, Bremen
Guandong Museum of Art, Canton, China
Gu Yuan Museum, Zhuhai, China
Kunsthalle Karlsruhe Kupferstichkabinett
MALG, Ljubljana, Slovenia
Museu de Arte Leopoldo Gotuzo, Pelotas, Brasilien
National Institution of Museum, Tetovo, Mazedonien
SMPK Kupferstich Kabinett, Berlin
Städtisches Museum Zwickau, Deutschland

## Veröffentlichungen
- Ottjörg A.C.: Deskxistence, in: Deborah Cullen (Hrsg.): Interruption, The 30th Biennale of Graphic Arts Ljubljana, Black dog publishing / The international Center of Graphic Arts, London/Ljubljana 2014 ISBN 978-1-908966-30-8
- Ottjörg A.C.: Global Realism, Research Paper Collection, Chinese and Foreign Scholars BBS Peak 2001, Nanjing 2011
- Ludwig Seyfarth: Ottjörg, A. C., Deskxistence, Ausstellungskatalog, Kerber, Bielefeld 2010 ISBN 978-3-86678-460-4
- Novena Bienal de la Habana: Existentmale, Centro de Arte Contemporaneo Wilfredo Lam Cuba, Havanna 2006 ISBN 959-7178-11-7
- Gregor Jansen: Surface Existences Wandmale, Pavillon Jishuitan, Totalstadt Beijing Case, ZKM Museum für neuen Kunst, Verlag der Buchhandlung Walther König, Köln 2006 ISBN 978-3-86560-153-7
- Ottjörg A.C.: Existentmale, Einschreibungen in die Oberfläche des öffentlichen Raums, Neue Deutsche Literatur, 52. Jahrgang/Heft 561, 2004 ISBN 3-937738-20-7 ISSN 0028-3150
- Ottjörg A.C. und Christine Düwel: Kann Nachhaltigkeit für Planungs- oder Arbeitsstrategien in der Kunst relevant sein, in: Beate Littig (Hrsg.): Ökologie und soziale Krise, Wie zukunftsfähig ist die Nachhaltigkeit, Verb. Wiener Volksbildung, Wien 1998  ISBN 3-900 799-210
- 2nd International Art Meeting Katowice 1998: Mercartifix von Ottjörg A.C., 1998 ISBN 83-908833-2-5
- Ottjörg A.C.: Betoner Barock, Künstlerisches Einzelprojekt von Ottjörg A.C., mit Beiträgen von Peter Gorson, Johanna Hofleitner, Wolfgang Knapp, Gesellschaft für Kunst und Volksbildung, Wien 1995 ISBN 3-901293-01-9
- 8. Internationale Print Biennale Varna 1995: I want to drink you up, Ottjörg A.C., C/o jusautor, Sofia 1995 ISBN 954 406 066 9